# らぶ平
らぶ平（らぶへい、1953年3月30日 - ）は、石川県鹿島郡田鶴浜町（現∶七尾市）出身の落語家。本名：平見 孝一。

## 経歴
1970年1月、初代林家三平に入門。前座名：林家公平。前座時代には立川寸志、林家種平、柳家ほたるの4人で「少女ふれんど」というバンドを結成しレコードを出している。
1975年11月、古今亭八朝、柳家さん光と共に二ツ目昇進。林家らぶ平に改名。1980年9月20日に師匠三平が死去したことに伴い、兄弟子林家こん平一門に移籍。
1985年9月 - 真打昇進。
2005年8月、2005年に友人の保証人となり負った債務が右翼団体に渡り、その取り立てが原因で林家こん平一門から破門される。
2009年1月、株式会社Glam(神奈川県横浜市/代表者:原京介)及び有限会社ニュースタイルディスカバリーインターナショナルが企画・制作するラジオ番組「日本応援ラジオ" Love&Passion!"」(2009年9月放送終了)に落語家らぶ平の名でラジパーソナリティとしてレギュラー出演し活動を再開。6月には破門の原因となった債権者との示談が成立。チャリティイベント「喜びと感動！泣いて笑って楽しんで」に出演。6月24日に数年ぶりに主要紙（毎日新聞）の記事に登場した。
2009年10月10日 - 有限会社ニュースタイルディスカバリーインターナショナルが企画・制作するラジオ番組「らぶ平のLove Love Night!」（多摩レイクサイドFM）放送開始。2010年6月12日に放送終了。
2014年4月、全国落語行脚〔介護施設、児童養護施設等で落語会開催〕。
2018年、Twitterアカウントを開設。再びかつての亭号を冠し、林家らぶ平を名乗る。2019年2月、亭号を外し落語家らぶ平を名乗る。

## 弟子
- 一番弟子 らぶ吉 (事業家として活動中)
- 二番弟子 らむ音
- 三番弟子  らぶ太(廃業)
- 四番弟子 らぶ丸
- 番外          らばちゃ

## 廃業した弟子
- らぶ太

## 人物
漫画『こちら葛飾区亀有公園前派出所』14巻の後書きも担当している。

## 出演
- ジョイジョイとやま（北日本放送、1976年4月10日 - ）
- 日本応援ラジオ「Love&Passion!」（多摩レイクサイドFM、FMおたる、ラジオふらのFM、FM G'Sky)
- 「らぶ平のLove Love Night!」（多摩レイクサイドFM）
- 2016年1月 - 「日本統一」シリーズ

## 芸歴
- 1970年1月 - 初代林家三平に入門、前座名「公平」。
- 1975年11月 - 二ツ目昇進、「らぶ平」に改名。
- 1980年9月 - 師匠三平死去に伴い、兄弟子林家こん平門下に移籍。
- 1986年3月 - 真打昇進。
- 2005年8月 - 破門、落語協会を退会。
- 2009年1月 - 「落語家らぶ平」の名でフリーランスとして活動再開。
- 時期不明 - かつての亭号を冠し、「林家らぶ平」を名乗る。
- 2019年2月 - 「落語家らぶ平」を名乗る。